# Євген Мельник (підприємець)
Євге́н Ме́льник (англ. Eugene Melnyk; 27 травня 1959, Торонто, Канада — 28 березня 2022) — канадський бізнесмен (фармацевтика) українського походження, меценат.

## Біографія
Навчався в Торонто.
Батьки Євгена (Юджина) Мельника (родом з буковинських Чернівців) потрапили до Канади в середині 40-х років 20 століття. Євген продовжив справу свого батька — медика, після смерті якого почав працювати в рекламі фармацевтичної продукції. 1989 року заснував фармацевтичну компанію, що займалась розробкою та дослідженням нових медичних препаратів. Пізніше Ю. Мельник став співвласником однієї з найбільших канадських фармацевтичних корпорацій «Biovail Corporation» з щорічним доходом в 1 мільярд доларів США. Успішний бізнесмен також володів хокейним клубом «Ottawa Senators», за який заплатив 120 мільйонів доларів США. Іншим захопленням мільярдера було розведення коней. Він був власником ранчо у Флориді, де утримується понад 550 добірних коней, що беруть участь у різних змаганнях, а перемагаючи, приносять бізнесмену додаткові прибутки.
Ю. Мельник так пояснював «секрет» своїх досягнень: треба багато працювати й привертати до свого бізнесу професіоналів. Бізнесмен разом з родиною жив у Барбадосі — невеликій острівній державі в Карибському басейні.
На батьківщину своїх батьків Євген Мельник вперше приїхав після набуття Україною незалежності — в середині 90-х років XX століття.
Євген Мельник володів українською мовою, прагнув допомагати батьківщині своїх батьків подолати труднощі й увійти до кола економічно успішних країн світу.

## Ділова кар'єра

### Корпорація Тримель
У 1982 році Мельник заснував медичну видавничу компанію Trimel Corporation, яку в 1989 році продали Thomson Publications (входить до складу Thomson Corporation).

### Корпорація Biovail
У 1989 році Мельник заснував спеціалізовану фармацевтичну компанію Biovail Corporation. За час його роботи на посаді голови та CEO Biovail доходи зросли з 19 мільйонів доларів у 1995 році до 1,067 мільярда доларів у 2006 році. Однією зі стратегій Biovail було шукати ліки з простроченим патентом, а потім винаходити їх заново за допомогою запатентованих технологій компанії. Одним із прикладів було виробництво ліків, які мали функції контрольованого вивільнення, які дозволяли пацієнтам приймати препарат один раз на день замість кількох разів. Він пішов у відставку як голова корпорації Biovail у 2007 році. Компанія була придбана Valeant Pharmaceuticals у 2010 році, а зараз є Bausch Health.

### Clean Beauty Collection Inc.
У 2007 році Мельник придбав контрольний пакет у канадській лінії Beauty Fusion Brands Inc. Угода була оцінена у 85 мільйонів доларів США відповідно до декількох аналітиків. Через кілька років роботи під назвою Fusion Brands Inc., компанія змінила її у 2018 році на Clean Colutes Collection Inc., відзначивши таким чином свій 15-річний ювілей. Згідно з пресрелізом оголошення, Clean Colrece Collective Inc. — це косметична компанія, що спеціалізується на створенні та виробництві брендів, які є органічними, етично виправданими та екологічними.

### Neurolign Technologies Inc.
У 2019 році Євген заснував Neurolign Technologies Inc., медичну компанію, що спеціалізується на діагностиці та лікуванні неврологічних розладів. Він був головою та головним виконавчим директором компанії.

### RendezVous LeBreton
У 2015 році Національна комісія з капіталу (НКК) викладає запит на подання, щоб переосмислити південні та південно-західні розділи квартир Lebreton, Prime Downtown Ottawa Site, 21 гектара (52 акрів). Мельник сформував партнерство з Trinity Developments, спрямоване на перепланування, відоме як RendezVous LeBreton.
У квітні 2016 року НКК обрала пропозицію RendezVous LeBreton, яка мала 4 тис. житлових приміщень, парковий простір, об'єкт відпочинку з послугами для інвалідів, бібліотека (лише від визначених земель про перепланування) та нову арену для сенаторів Оттави. Дата завершення не була оголошена.
У січні 2018 року НКР досяг угоди з RendezVous для переосмислення квартир LeBreton у двофазній операції. Однак у листопаді 2018 року НКР оголосив, що "Партнерські питання" залишалися вирішеними з RendezVous, і що це може скасувати розробку та розпочати в січні 2019 року. Пізніше це було вивчено засобами масової інформації, що організація сенатора судила Trinity Developments, частково через розвиток Trinity поблизу на південній стороні вулиці Альберт. Дві сторони домовилися про посередництво в проєкті, але не дійшли до угоди. НКК відтоді випустив новий план, у якому відведено місце для можливої побудови арени. Trinity Developments подав зустрічний позов проти Мельника.